# Culture de Diana
La culture de Diana ou culture de Diana-Bellavista est une culture du Néolithique d'Italie qui se développe essentiellement durant la première moitié du IVe millénaire av. J.-C. Son nom vient du site de Diana, au pied de l'acropole de Lipari dans les îles Éoliennes au nord de la Sicile. Les fouilles de ce site, réalisées à partir de 1948 par Luigi Bernabò Brea et son équipe ont permis d'exhumer une occupation préhistorique de plusieurs dizaines d'hectares. Le nom "Bellavista" est celui d'une petite nécropole de tombes à ciste près de Tarente fouillée et publiée par Q. Quagliati en 1906.

## Datation et extension géographique
Ce sont la forme et les décors de la céramique qui permettent de définir la culture de Diana. Les sites archéologiques dans lesquels les poteries de style Diana sont abondantes sont considérés comme appartenant à cette culture. Elle apparaît à la fin de la culture de Serra d'Alto au cours de la seconde moitié du Ve millénaire av. J.-C., et s'épanouit durant les premiers siècles du IVe millénaire av. J.-C. On la retrouve du centre jusqu'au sud de la péninsule italienne et en Sicile. Des poteries de style Diana sont ponctuellement présentes au-delà de ces régions, jusque dans la plaine du Pô,.

## Économie et organisation sociale
Comme durant la culture de Serra d'Alto qui la précède, la population vit essentiellement de la culture de céréales et de l'élevage, notamment des moutons et des chèvres. Dans la plupart des sites, la chasse a une importance marginale.
Les preuves d'activités artisanales et d'échanges à longue distance sont nombreux.
L'exploitation de l'obsidienne de Lipari atteint son intensité maximale durant cette phase. Des lamelles et quelques nucléus en cette matière sont distribués sur des centaines de kilomètres pour atteindre les Alpes et les rivages orientaux de la mer Adriatique,.
Le silex du Gargano, exploité déjà depuis plusieurs millénaires, est encore employé pour la réalisation de grandes lames par pression au levier que l'on retrouve dans la plus grande partie de la péninsule.
Le silex des Monts Hybléens dans le sud-est de la Sicile est également distribué sur des centaines de kilomètres. On le retrouve par exemple sous la forme d'une grande lame par pression au levier dans la tombe de Girifalco dans la province de Catanzaro en Calabre. Ce silex parvient sans doute également à Malte.
Ces échanges importants ont probablement favorisé les relations avec les cultures contemporaines. Entre la fin du Ve et la première moitié du IVe millénaire av. J-C., dans le centre du Bassin méditerranéen plusieurs d'entre elles présentent des analogies fortes qui suggèrent des influences mutuelles. Celles-ci sont visibles par exemple dans le style et les décors de la céramique. En France, celle du Chasséen présente ainsi des ressemblances avec celle de Diana-Bellavista dans le traitement de la surface des vases.

## Les sites et leur répartition
Un des aspects les plus remarquables de la culture de Diana est la continuité dans l'occupation de villages et de grottes déjà fréquentés durant la culture de Serra d'Alto. Tous les milieux environnementaux sont fréquentés (zones côtières, plaines, montagnes...).
À l'image des sites d'habitat, plusieurs sites cultuels et funéraires développés durant la culture de Serra d'Alto sont encore fréquentés durant la culture de Diana, comme l'hypogée de Cala Colombo près de Bari.
Plusieurs cimetières constitués de tombes à ciste sont également attribuables à cette culture.

## Les productions matérielles

### La céramique
Dans la culture de Diana-Bellavista, la céramique présente deux aspects différents. Celle de style Bellavista, qui est noire ou grise, se retrouve dans la majeure partie de la péninsule italienne. Celle de style Diana, qui est de couleur rouge corail, est présente en Calabre au côté de celle de style Bellavista et dans les îles Éoliennes où elle apparaît seule.
Dans les deux cas, les formes, les décors et la pâte sont très proches. On retrouve des écuelles, des petites marmites à col cylindrique, des gobelets et des tasses. Les anses sont en forme de bobines placées horizontalement sur la lèvre des pots. Les surfaces des vases sont soigneusement polies. Les décors sont très rares et sont réalisés par incision après la cuisson des vases ; il s'agit surtout de spirales puis, dans la phase la plus récente, de zigzags.

### L'outillage en roche taillée
Dans le site de Diana sur l'île de Lipari, des blocs d'obsidienne ont été débités sous forme de petites lames. Les déchets liés à cette activité sont particulièrement abondants, ce qui témoigne de l'importance de cette activité dans cette île à cette période.
On retrouve encore dans le centre et le sud de la péninsule et exceptionnellement au-delà des lames par pression debout et par pression au levier réalisées en silex du Gargano. Dans le sud-est de la Sicile, le silex des Monts Hybléens est lui aussi exploité pour la réalisation des mêmes types de produits.
Parmi les outils, on note le développement important des pointes de flèche perçantes, type d'objet apparu quelques siècles plus tôt durant la culture de Serra d'Alto.

### Les débuts de la métallurgie
La culture de Diana marque le début de la métallurgie dans le sud de l'Italie. Dans l'acropole de Lipari, site qui domine celui de Diana, les niveaux de la culture de Diana ont livré des scories liées à la fusion du cuivre.

## Les productions artistiques
Dans la tombe d'Arnesano, dans la province de Lecce a été exhumée une petite statue en calcaire représentant un individu schématisé,.